# John Tate (bokser)
John „Johnny” Tate (ur. 29 stycznia 1955 w Marion, zm. 9 kwietnia 1998 w Knoxville) – amerykański bokser, brązowy medalista olimpijski z Montrealu i zawodowy mistrz świata wagi ciężkiej WBA (1979-1980).

## Kariera amatorska
Tate zdobył brązowy medal na letnich igrzyskach olimpijskich w Montrealu w 1976, przegrywając z legendą boksu amatorskigo Kubańczykiem Teófilo Stevensonem. Podczas tych igrzysk stoczył następujące walki: 
- Wygrał z Andrzejem Biegalskim (Polska) 5-0
- Wygrał z Peterem Hussingiem (RFN) 3-2
- Przegrał w pierwszej rundzie z Teófilo Stevensonem (Kuba) KO 1[1]

## Kariera zawodowa
20 października 1979 w stolicy Republiki Południowej Afryki Pretorii pokonał jednogłośnie na punkty w piętnastorundowym pojedynku Gerriego Coetzee′a, zdobywając wakujący tytuł mistrza świata organizacji WBA.
31 marca 1980 w Knoxville w stanie Tennessee Tate w pierwszej swojej obronie przegrał przez nokaut w piętnastej rundzie z Amerykaninem Mikiem Weaverem (21-9-0), tracąc tytuł mistrza świata.

## Poza ringiem
Pięściarz był uzależniony od kokainy, do czego przyznał się w 1980 roku. Został skazany za drobne kradzieże. Zginął w wypadku samochodowym, gdy prowadzony przez niego pojazd  zderzył się ze słupem.